# اسمیت دبلیو. بروکهارت
اسمیت دبلیو. بروکهارت (به انگلیسی: Smith Wildman Brookhart) سناتور سابق عضو حزب جمهوری‌خواه ایالات متحده آمریکا بود. وی در سال ۱۹۲۲ تا ۱۹۲۶ و ۱۹۲۷ تا ۱۹۳۳ میلادی سناتور ایالت آیووا در سنای ایالات متحده آمریکا بود.